# بدر هاری
بدر هاری (عربی: بدر هاري؛ زادهٔ ۸ دسامبر ۱۹۸۴) یک کیک‌بوکسینگکار فوق سنگین‌وزن اهل پادشاهی هلند و متولد مراکش است.